# Dumești, Alba
Dumești este un sat în comuna Sălciua din județul Alba, Transilvania, România.

## Obiective turistice
- Rezervația naturală "Vânătările Ponorului".

 Acest articol despre o localitate din județul Alba este deocamdată un ciot. Puteți ajuta Wikipedia prin completarea lui.